# Vanadzor
Vanadzor (armensko: Վանաձոր izgovorjeno [vɑnɑˈdzɔɾ]), je mestna občinska skupnost in tretje največje mesto v Armeniji, ki je glavno mesto province Lori na severnem delu države. Leži  približno 128 kilometrov severno od glavnega mesta Erevan. Po popisu iz leta 2011 je bilo v mestu 86.199 prebivalcev, kar je manj kot 148.876, ki jih je bilo po uradnem popisu leta 1979. Po uradni oceni leta  2016 ima približno 82.200 prebivalcev. Vanadzor je sedež škofije Gugark Armenske apostolske cerkve.

## Etimologija
V času Ruskega imperija je bil Vanadzor znan kot Gharakilisa (alternativno Karakilisa), kar v turščini pomeni »črna cerkev«. Po sovjetizaciji Armenije se je mesto leta 1935 preimenovalo v Kirovakan (armensko Կիրովական) po ruskem boljševiškem vodji Sergeju Kirovu. Po neodvisnosti Armenije se je Kirovakan leta 1992 preimenoval v Vanadzor.
Ime Vanadzor je sestavljeno iz dveh besed, vank (armensko վանք), kar pomeni »samostan« ali »cerkev«, in dzor (armensko ձոր), v armenščini pomeni »dolina«. Tako ime mesta pomeni »Dolina samostana« ali »Dolina cerkve«.

## Zgodovina
Območje današnjega Vanadzorja je bilo poseljeno že od bronaste dobe, na podlagi grobnic in drugih zgodovinskih ostankov, najdenih na bližnjih gričih Tagavoranista in Maštoc. V antičnih armenskih kraljestvih je to območje veljalo za del Taširskega kantona Gugark; 13. provinca Kraljevine Armenije (Velika Armenija), do konca vladavine rodbine Artaksiadov nad Armenijo v 1. stoletju našega štetja. Kasneje so tej regiji vladale druge armenske rodbine Arsakidi in Bagratidi. Ob koncu 10. stoletja do začetka 12. stoletja je območje postalo del kraljevine Lori (Kraljevina Tašir-Dzoraget). Z invazijo seldžuških Turkov je regija prišla pod oblast Velikega seldžuškega imperija. Naselje so Seldžuki poimenovali Gharakilisa (kar pomeni 'črna cerkev' v turščini), poimenovano po armenski cerkvi svete Matere Božje na bližnjem griču.
Leta 1801 je celotna regija Lori postala del Ruskega cesarstva skupaj z Gruzijo. Lori je bila na meji proti Perziji strateško pomembno ozemlje za ruske obrambne sile. Leta 1826 je naselje Gharakilisa med rusko-perzijsko vojno v celoti uničil Hasan kan. Leta 1828 so Rusi ustanovili novo mesto kot glavno središče za napotitev svojih čet med rusko-turško vojno 1828–29. Po besedah Khačaturja Aboviana do konca 1820-ih prebivalcev Gharakilise ni bilo več kot 600, v glavnem so bili migranti iz Erevana. Leta 1849 je postala del Erevanskega guvernorata znotraj Ruskega cesarstva. V skladu z novim administrativnim statusom je Gharakilisa preplavilo več sto armenskih družin iz Karsa, Ardahana in zahodno armenskih mest Karin in Darojnk).
Mesto je doživelo znaten razvoj z odprtjem železnice proti Tbilisiju leta 1899. Blizu mesta se je maja 1918 odvijala  bitka pri Karakilisi, ko so številčne čete generala Tovmasa Nazarbekijana pod vodstvom Garegina Nždeha uspešno branile regijo pred napadi turške vojske, ki jih je potisnila nazaj le nekaj dni po odločilni armenski zmagi v bitki pri Sardarapatu in tako omogočila, da Republika Armenija zaživi.  Na severni strani ceste Spitak-Vanadzor, približno 2 km zahodno od mesta, je v ruševinah cerkve malo svetišče, mesto načrtovanega spomenika tej bitki.
Leta 1920 je Armenija po samo 2 letih neodvisnosti padla pod sovjetsko oblast. Prvi razvojni načrt mesta Gharakilisa, ki so ga začeli arhitekti Karo Halabjan, Mikajel Mazmanjan in Gevork Kočar, je bil sprejet v letih 1929–1930. Po novem načrtu je bilo mesto razširjeno proti vzhodu in zahodu. Sovjeti so leta 1935 mesto preimenovali v Kirovakan po boljševiškem vodji Sergeju Kirovu. Leta 1939 je bil uveden nov načrt preoblikovanja mesta, ki sta ga ustvarila arhitekta N. Zargarjan in A. Minasjan, da bi ustvarili industrijsko okrožje in območje poletnih letovišč. Središče mesta je bilo obnovljeno v 1950-ih. Osrednji mestni trg, imenovan po Sergeju Kirovu (zdaj Hajkov trg), je bil zgrajen skupaj z okoliškimi vladnimi in upravnimi zgradbami. 
Po neodvisnosti Armenije se je Kirovakan preimenoval v Vanadzor po reki Vanadzor, ki teče skozi mesto.
Vanadzor je skupaj z Gjumrijem in Spitakom (25 km zahodno) utrpel veliko škode zaradi potresa leta 1988, ko je v mestu umrlo 564 prebivalcev. Za razliko od drugih dveh mest je bila večina zgradb v Vanadzorju zaradi potresa nepoškodovanih.

## Geografija
Vanadzor, glavno mesto province Lori, je 128 km severno od Erevana in 64 km vzhodno od Gjumrija.
Na povprečni nadmorski višini 1350 metrov leži v dolini reke Pambak, na mestu, kjer se reki Tandzut in Vanadzor pridružita reki Pambak. Mesto obdajata več kot 2500 metrov visoki gori Bazum in Pambak. Južna in vzhodna območja so gozdnata, severna in zahodna pa pokrita le z grmovjem in nizkim rastlinjem.
Za podnebje Vanadzorja so značilna hladna poletja in razmeroma blage zime. Povprečna temperatura pozimi znaša –4,2 ° C, poleti pa do 20 ° C. Podnebje Vanadzorja je razvrščeno kot celinsko vlažno (Köppenska klasifikacija Dfb). Količina padavin je približno 650 mm.
Vanadzorski botanični vrt, ki je jugozahodno od mesta, je eden od petih botaničnih parkov v Republiki Armeniji.

## Demografija

### Prebivalstvo
Prebivalstvo Vanadzorja se od leta 1849 postopoma povečuje, potem ko je postal del guvernorata Erevan.
Prebivalstvo Kirovakan-Vanadzorja se je znatno povečalo po drugi svetovni vojni, ko je Stalin dovolil odprto priseljevanje v Armensko Sovjetsko socialistično republiko z obljubo o boljšem življenju prihajajočih Armencev v zgodovinski domovini. Več kot 150.000 Armencev iz različnih delov Evrope in Bližnjega vzhoda, večina preživelih armenski genocid, se je priselilo in nastanilo v Kirovakanu. Zaradi zaostrenih razmer, ki so jih postavili sovjetski obveščevalni organi in notranje ministrstvo, so bili številni prebežniki poslani v delovna taborišča v Sibirijo in drugod. Razlog za takšno nespoštljivo ravnanje do armenskih priseljencev je bil, ker so bili skoraj vsi bolj izobraženi kot lokalna skupnost, govorili so več jezikov in bili odprti privrženci Armenske apostolske cerkve, kar je štelo za grožnjo nacionalni varnosti s strani Stalinistične vlade. Kljub težavam se je v naslednjih letih v Kirovakan priselilo več zahodnih Armencev. Vendar je veliko priseljencev zapustilo mesto in se vrnilo v svoje države diaspore, vključno na Ciper, Libanon, Sirijo, Grčijo, Francijo in ZDA. Dandanes v Vanadzorju živi približno 2.000 zahodnih armenskih naseljencev, večina jih še vedno uporablja vsakdanje narečje.
Medtem ko je večina Vanadzorcev etničnih Armencev, obstajajo tudi majhne skupnosti ruskega, ukrajinskega in grškega prebivalstva.

### Religija
Večina prebivalstva pripada Armenski apostolski cerkvi. Vanadzor je sedež škofije Gugark Armenske apostolske cerkve, ki služi prebivalstvu pokrajine Lori.
Od leta 2016 so v mestu 4 cerkve in 2 kapeli:
- Cerkev Matere Božje: odprta leta 1831, znana tudi kot Gharakilisa (v azerbajdžanščini 'črna cerkev'), je ena najstarejših ohranjenih cerkva v mestu. V celoti je bil obnovljen leta 1999 [4].
- Kapela Kamakatar leži na severovzhodu mesta. Kljub datiranju v srednjeveško obdobje je bila sedanja stavba obnovljena leta 1841 [5].
- Cerkev Marijinega rojstva, ki je bila odprta leta 1895, služi majhni ruski pravoslavni skupnosti [6].
- Cerkev Surp Sarkis, ki je bila odprta leta 2000, je v bližini prelatove stavbe.
- Stolnica svetega Gregorja iz Narekacija je bila odprta leta 2005 v počastitev 1000. obletnice njegove Knjige žalosti. Trenutno je sedež škofije Gugark Armenske apostolske cerkve
- Kapela Svetih otrok je bila odprta leta 2006 v otroškem taboru Tsitsernak.

## Kultura
Vanadzor ima več arheoloških najdišč, vključno z bližnjim gričem Maštoc, ki je dom številnih ostankov iz 4. tisočletja pred našim štetjem. 
Arheološki muzej Lori-Pambak, odprt leta 1938, je posvečen zgodovini in etnografiji regije Gugark. Trenutno ima zbirko približno 34.000 kosov in artefaktov.
Vanadzor je kulturno središče pokrajine Lori in severovzhodne Armenije. Hiša kulture Vanadzor, imenovana po Charlesu Aznavourju je eno največjih armenskih središč. Glasbena šola Eduarda Kzartmjana je izrazita umetniška šola, ustanovljena leta 1934. Muzej likovnih umetnosti Vanadzor deluje od leta 1974, medtem ko hiša-muzej pisatelja Stepana Zorjana deluje od leta 1990 .
V mestu so številna gledališča: komorno gledališče Bohem, glasbeno gledališče, dramsko gledališče po imenu Hovhannes Abeljan in lutkovno gledališče. Drugi znani umetniški ansambli Vanadzorja so Horevel Folke Dance Ansambel (ustanovljen leta 1958), Zbor komorne glasbe Vanadzor (1989) in Vanadzor Chamber Orchestra (1993).
Vanadzor je ustvaril tudi številne znane hard rock skupine, vključno z Lousnelius, Lav Eli in Vordan Karmir.
Od leta 2016 so v mestu 4 javne knjižnice in 4 otroške knjižnice .

## Gospodarstvo

### Industrija
Mesto Vanadzor je glavno industrijsko središče pokrajine. Industrija je precej raznolika s številnimi podjetji, specializiranimi za proizvodnjo oblačil, kemičnih izdelkov, gradbenih materialov in mlečnih izdelkov. Največji mestni proizvajalci oblačil so tovarna oblačil Dav-Gar, ustanovljena leta 1962, šivalna tovarna Darbbag, ustanovljena leta 1977 (privatizirana leta 1996), šivalna tovarna Sarton, ustanovljena leta 1990, zovarna oblačil Ruz-Dan ustanovljena leta 2000. Največji kemični obrati so podjetje Vanadzor ChimProm, ustanovljeno leta 1929, podjetje Gipk za polimerne materiale, ustanovljeno leta 1967 in Gary Group za polimerne materiale, ustanovljeno leta 1998. Podjetje Beton ustanovljena leta 1988, obrat Bionik, ustanovljen leta 2004 in obrat Karaberd so specializirani za gradbene materiale. 
V Vanadzorju obratujejo tudi številni majhni obrati za proizvodnjo gradbenih materialov, predvsem tufa, bazalt in gline.
V mesti je termoelektrarna Vanadzor, odprta leta 1961.

### Turizem
Vanadzor je zaradi blage klime, čistega zraka in mineralnih vrelcev letovišče na severu Armenije. V mestu in na bližnjem podeželju je zgrajenih veliko hotelov in zdravilišč.
Mesto je z železnico in cesto povezano z drugimi večjimi mesti Armenije.
Vanadzor Armenia Health Resort & Hotel spada med najpomembnejša letovišča s postopki čiščenja vode (mineralna voda Lori) in čiščenjem blata / šote.

## Mednarodne povezave
Vanadzor pobraten z:
- Bagneux, Hauts-de-Seine, Francija, od 1968[9]
- Pasadena, Kalifornija, ZDA, od 1992
- Podolsk, Rusija, od 2004[10]
- Batumi, Gruzija, since 2006[11]